# Kim Joon
Dans ce nom coréen, le nom de famille, Kim, précède le nom personnel.
Kim Joon ou Kim Jun (né le 3 février 1984 à Gwacheon (Gyeonggi)), est un chanteur, acteur et mannequin sud-coréen. Kim s'est révélé au grand public en 2009 grâce à son rôle dans la série télévisée à succès Boys Over Flowers, où il fait partie du boys band « F4 ».
Il a fait ses études à l'école Divinity High School ainsi qu'à l'université Hankuk des études étrangères.

## Biographie
Avant Boys Over Flowers, Joon était déjà connu en tant que membre du groupe K-pop T-Max, qui a débuté en 2007 et dans lequel il était à la fois le principal rappeur ainsi que le compositeur. Leur chanson intitulée Paradise a été utilisée pour le générique de début de la série Boys Over Flowers. D'autres chansons ont été diffusées dans Boys Over Flowers, comme Say Yes, Wish You're My Love, Fight The Bad Feeling, et Bang Bang Boom. Par ailleurs, il a réalisé un duo avec le chanteur Kim Jo Han sur la chanson To Empty Out. En 2009, Kim Joon sort un single en solo composé par lui-même, Jun Be O.K., avec Kim Hyun-joong qui fait une apparition dans le clip de la chanson.
Après le succès de Kim Joon, les T-Max continuent leur carrière en faisant plusieurs OST pour divers dramas et films.
D'avril 2009 à décembre 2010, Kim Joon participe au show TV Invincible Baseball, diffusé sur KBS pendant plusieurs semaines, ce qui lui permet en outre de faire la connaissance de plusieurs artistes, dont le groupe DJ DOC. En juin 2009, il rejoint un autre show TV intitulé Mnet Scandal, dans lequel une célébrité doit sortir avec une personne non connue pendant une semaine. En plus d'être invité dans divers shows, en juillet 2009, il est choisi pour interpréter un des rôles principaux dans la comédie musicale Youthful March (젊음의 행진).
Le 26 novembre 2009, une analyse de sang révèle que Kim Joon est atteint de la grippe H1N1, ce qui lui fait annuler son voyage aux Philippines pour un fan-meeting le 30.
En 2010, il joue dans le drama japonais Pygmalion’s Love avec l'actrice Nao Minamisawa, feuilleton qui a atteint le no 1 au Japon. En mai 2010, Kim sort le single Don’t Be Rude avec T-Max, qui a un grand succès, inclus dans leur premier album studio Born To The Max, suivi de Words That I Can Say feat Oh Ji Ho et Yoon So Yi, où Kim Joon est mis en vedette dans le clip de la chanson.
En 2011, Joon joue dans la nouvelle série thriller sud-coréenne Detectives in Trouble, diffusée sur KBS2, dans lequel il interprète le détective Shin Dong Jin, spécialisé dans les cyber-enquêtes, qui a une peur bleue des cadavres.
Son groupe, T-Max, s'est préparé pour leur nouvel album et leur entrée sur le marché japonais, lors du premier semestre de l'année 2011.

## Filmographie

### Séries télévisées
| Année | Titre                        | Rôle          | Chaîne |
| 2009  | Boys Over Flowers            | Song Woo Bin  | KBS2   |
| 2009  | Let's sleep here tonight     | Lui-même      | MDC15  |
| 2010  | Haptic Mission               | Petit rôle    | KBS2   |
| 2010  | Pygmalion’s Love             | Hyung Joon    | BeeTV  |
| 2010  | Invincible Basebal (show TV) | Best Player 7 | KBS2   |
| 2011  | Detectives in Trouble        | Shin Dong Jin | KBS2   |

## Publicités
- 2009 : Samsung Anycall Haptic (avec Kim Bum, Kim Hyun-joong, Lee Min Ho et Son Dam Bi)
- 2009 : Omphalos (avec Gook Ji Yun)
- 2009 : Polo Ralph Lauren's Cologne
- 2009 : Armani Cologne
- 2010 : Omphalos (avec Park Ha Sun)
- 2010 : Wuttisak (avec T-Max)
- 2010 : BOBBIE BURNS Chaussures (avec Park Ha Sun)

## Magazines
Kim Joon a posé pour différents magazines.
- W Magazine
- Sure Magazine
- Brokore Japan Magazine
- Teen Girl Philippines Magazine
- Céci Magazine
- Midnight Blues In Style Magazine
- Play Magazine
- Pygmalion's Love Magazine

## Discographie
- 2007 : T-Max : Blooming (Single)
- 2007 : T-Max : Lion Heart (Single)
- 2008 : T-Max : Run To You (Single)
- 2009 : T-Max : Motto Paradise (Single)
- 2009 : T-Max : Single Collection (EP)
- 2009 : T-Max : Love Parade (Single)
- 2010 : T-Max : Born To The Max (Album studio)

### OST
- 2009 : Boys Over Flowers OST

- Paradise (thème principal)

- Say Yes !

- Wish Ur My Love

- Fight the Bad Feeling
- 2009 : F4 Special Edition

- Bang Bang Boom

- Empty Bet (Kim Joon ft. Jo Han)

- Fight the Bad Feeling (version club)

- Fight the Bad Feeling (version ballade)

- Fight the Bad Feeling (version dance)
- 2009 : Anycall HAPTIC MISSION

- Talk In Love (Kim Joon feat. Son Dam Bi)

- Mission No.4 (Son Dam Bi feat. Kim Joon et Kim Hyun-joong)

- Rolling Callin Darling (Son Dam Bi feat. Kim Joon et Kim Hyun-joong)
- 2010 : God of Study OST

- For Once
- 2011 : Detectives in Trouble OST

- Believe

- Joy & Pain / DJ DOC

- At the end of the world

### Sources
- (en) Cet article est partiellement ou en totalité issu de l’article de Wikipédia en anglais intitulé « Kim Joon » (voir la liste des auteurs).